# Coppa Intercontinentale 1974 (pallacanestro)
La Coppa intercontinentale di pallacanestro del 1974 si è giocata in Messico, a Città del Messico, ed è stata vinta dall'Università del Maryland.

## Risultati
10 settembre 1974
| Squadra 1                  | Risultato | Squadra 2            |
| -------------------------- | --------- | -------------------- |
| Panteras de Aguascalientes | 78–73     | Dorados de Chihuahua |
| Maryland Terrapins         | 99–87     | Real Madrid          |
| Ignis Varèse               | 67–63     | Vila Nova            |

11 settembre 1974
| Squadra 1          | Risultato | Squadra 2                  |
| ------------------ | --------- | -------------------------- |
| Ignis Varèse       | 79–78     | Panteras de Aguascalientes |
| Maryland Terrapins | 89–79     | Dorados de Chihuahua       |
| Vila Nova          | 72–71     | Real Madrid                |

12 settembre 1974
| Squadra 1          | Risultato | Squadra 2                  |
| ------------------ | --------- | -------------------------- |
| Maryland Terrapins | 120–107   | Panteras de Aguascalientes |
| Vila Nova          | 87–81     | Dorados de Chihuahua       |
| Ignis Varèse       | 89–76     | Real Madrid                |

13 settembre 1974
| Squadra 1          | Risultato | Squadra 2                  |
| ------------------ | --------- | -------------------------- |
| Maryland Terrapins | 84–76     | Vila Nova                  |
| Ignis Varèse       | 77–59     | Dorados de Chihuahua       |
| Real Madrid        | 92–85     | Panteras de Aguascalientes |

14 settembre 1974
| Squadra 1          | Risultato | Squadra 2                  |
| ------------------ | --------- | -------------------------- |
| Vila Nova          | 82–54     | Panteras de Aguascalientes |
| Real Madrid        | 97–71     | Dorados de Chihuahua       |
| Maryland Terrapins | 81–80     | Ignis Varèse               |

### Classifica finale
|    | Squadra            | Gioc. | V | P | PF  | PS  | Punti |
| -- | ------------------ | ----- | - | - | --- | --- | ----- |
| 1. | Maryland Terrapins | 5     | 5 | 0 | 473 | 429 | 10    |
| 2. | Pall. Varese       | 5     | 4 | 1 | 392 | 357 | 8     |
| 3. | Vila Nova          | 5     | 3 | 2 | 380 | 357 | 6     |
| 4. | Real Madrid        | 5     | 2 | 3 | 423 | 416 | 4     |
| 5. | Panteras de Ag.    | 5     | 1 | 4 | 402 | 446 | 2     |
| 6. | Dor. de Chihuahua  | 5     | 0 | 5 | 363 | 428 | 0     |

| Coppa Intercontinentale 1974 |
| ---------------------------- |
| Maryland Terrapins 1º titolo |

## Formazione vincitrice
| N° | Naz.                   | Ruolo | Sportivo         |  | Alt. |  |
| -- | ---------------------- | ----- | ---------------- |  | ---- |  |
| 5  | Stati Uniti (bandiera) | A     | John Boyle       |  |      |  |
| 10 | Stati Uniti (bandiera) | AP    | Steve Sheppard   |  |      |  |
| 12 | Stati Uniti (bandiera) | P     | Mike Brashears   |  |      |  |
| 13 | Stati Uniti (bandiera) | G     | James Jones      |  |      |  |
| 15 | Stati Uniti (bandiera) | P     | John Lucas       |  |      |  |
| 20 | Stati Uniti (bandiera) | A     | John Newsome     |  |      |  |
| 21 | Stati Uniti (bandiera) | P     | Bill Hahn        |  |      |  |
| 22 | Stati Uniti (bandiera) | A     | Mike Cherry      |  |      |  |
| 24 | Stati Uniti (bandiera) | G     | Mo Howard        |  |      |  |
| 30 | Stati Uniti (bandiera) | G     | Brad Davis       |  |      |  |
| 42 | Stati Uniti (bandiera) | AG    | Owen Brown       |  |      |  |
| 44 | Stati Uniti (bandiera) | C     | Chris Patton     |  |      |  |
| 45 | Stati Uniti (bandiera) | C     | Tom Roy          |  |      |  |
|    | Stati Uniti (bandiera) | A     | John Pavlos      |  |      |  |
|    | Stati Uniti (bandiera) | All.  | Charles Driesell |  |      |  |